# PAPOP
PAPOP (PolyArme POlyProjectiles) — перспективный французский стрелково-гранатометный комплекс, созданный концерном Nexter (некогда именовавшийся GIAT Industries) на основе штатной штурмовой винтовки FAMAS в рамках оборонной программы FELIN. Помимо компании GIAT в разработке комплекса приняли участие компании FN Herstal (стрелковый модуль и боеприпасы к нему), Sfim ОРВ (электронный прицельный модуль), Euroimpact и Lacroix (фр.) (гранатомётный модуль и гранаты).

1. Штурмовая винтовка (5,56 мм)
2. Гранатомет
3. Дисплей
4. Видеокамера
5. Лазерный дальномер
6. Компьютер и батареи
7. Селектор оружия

## Конструкция
Представляет собой штурмовую винтовку в компоновке булл-пап под патрон калибра 5,56 мм совмещенную с надствольным гранатометом калибра 35 мм. Для увеличения боевой эффективности оснащается интегрированным прицельным модулем, совмещающем в себе видеокамеру, лазерный дальномер, баллистический вычислитель, дневной и ночной телевизионные прицелы. Прицельный модуль имеет возможность передачи любой информации как на встроенный LCD монитор, так и по беспроводному каналу на нашлемный дисплей стрелка.
Первый разработанный прототип имел массу 8 кг. После доработки она был снижен у нового варианта до 6 кг за счет изменения габаритов и уменьшения количества гранат до двух, однако осталась возможность увеличить емкость гранатомёта до 5 гранат ценой увеличения общей массы до 10 кг.